# Non serviam

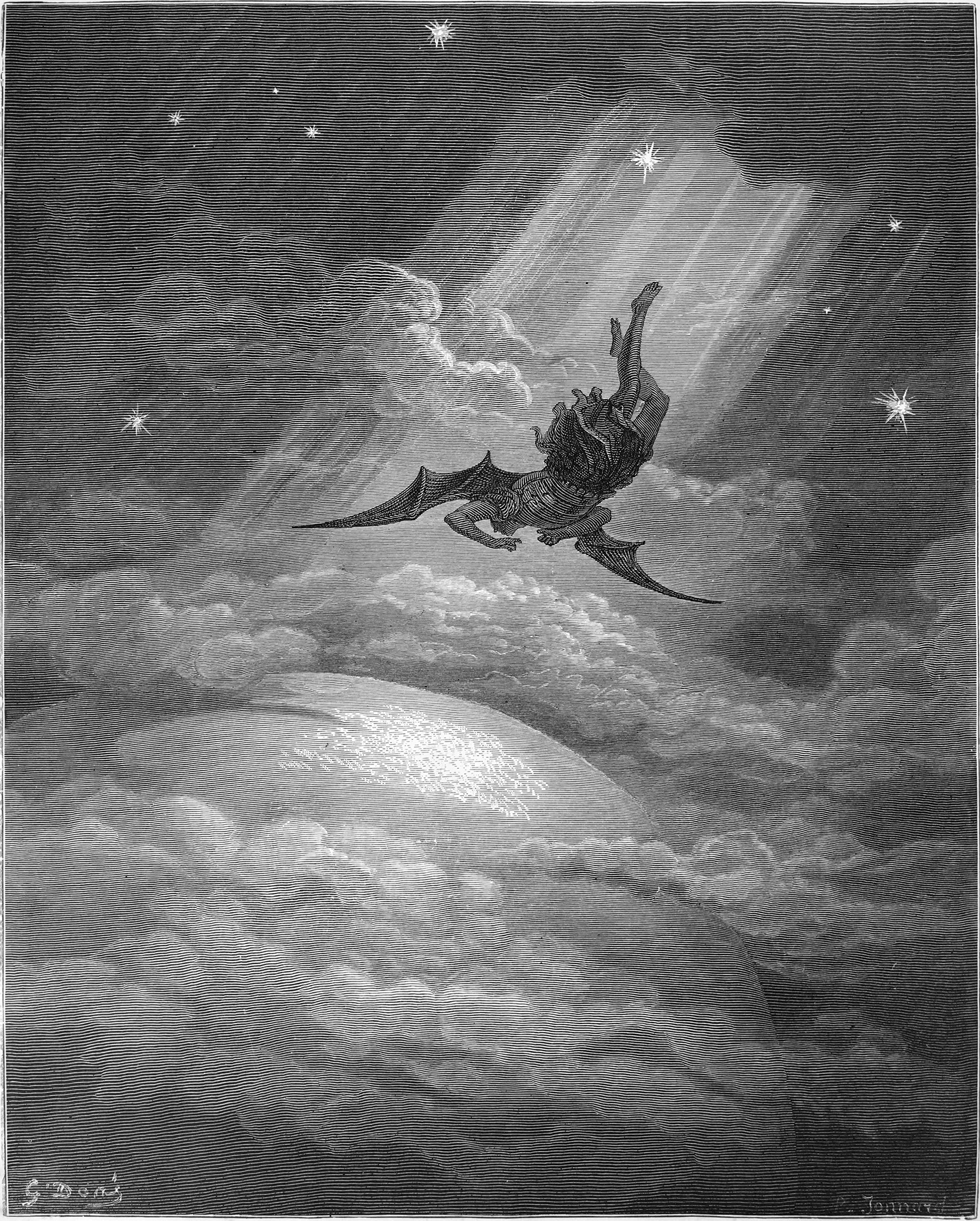
La chute de Lucifer, illustration de Gustave Doré pour Le Paradis perdu de John Milton.

Non serviam est la locution latine signifiant « Je ne servirai pas ». Elle est traditionnellement attribuée à Lucifer, qui aurait dit ces mots pour exprimer le rejet de servir Dieu dans le royaume céleste.
Dans le langage courant, non serviam est une expression utilisée pour exprimer un point de vue radicalement opposé aux croyances communes établies et acceptées par la majorité.

## Origine
Dans la Vulgate, Jérémie déplore que le peuple d'Israël clame « non serviam » pour exprimer son rejet de Dieu. Ces mots sont devenus une expression générale pour rejeter Dieu, tel que l'a fait Satan lors de sa chute. Cette expression lui a donc été attribuée.